# Jerrod Laventure
Jerrod Laventure (Middle Island, Nueva York, 15 de enero de 1983) es un futbolista estadounidense que actualmente juega para el Red Bull New York en la Major League Soccer.

## Trayectoria
| Período   | Club                  |
| --------- | --------------------- |
| 2001-2004 | Seton Hall University |

| Período | Club       | Partidos (goles) |
| ------- | ---------- | ---------------- |
| 2006-   | MetroStars | 3 (1)            |

- Datos: Q2411449